# Вест (Техас)
Вест (англ. West) — місто (англ. city) на півдні США, в окрузі Макленнан штату Техас. Населення — 2531 особа (2020). Розташоване за 20 км від окружного центру, міста Вейко.

## Історія
Перші поселенці з'явилися тут 1840 року. З 1892 року має статус міста.

## Географія
Вест розташований за координатами 31°48′12″ пн. ш. 97°5′39″ зх. д. / 31.80333° пн. ш. 97.09417° зх. д. (31.803295, -97.094147).  За даними Бюро перепису населення США в 2010 році місто мало площу 4,29 км², уся площа — суходіл.

## Демографія
Згідно з переписом 2010 року, у місті мешкало 2807 осіб у 1090 домогосподарствах у складі 710 родин. Густота населення становила 655 осіб/км².  Було 1219 помешкань (284/км²).
Расовий склад населення:
| - 87,0 % — білих - 3,5 % — чорних або афроамериканців - 0,3 % — корінних американців - 0,1 % — азіатів - 6,9 % — осіб інших рас |

До двох чи більше рас належало 2,1 %. Частка іспаномовних становила 13,8 % від усіх жителів.
За віковим діапазоном населення розподілялося таким чином: 26,0 % — особи молодші 18 років, 53,0 % — особи у віці 18—64 років, 21,0 % — особи у віці 65 років та старші. Медіана віку мешканця становила 38,9 року. На 100 осіб жіночої статі у місті припадало 88,8 чоловіків;  на 100 жінок у віці від 18 років та старших — 79,7 чоловіків також старших 18 років.
Середній дохід на одне домашнє господарство  становив 48 121 долар США (медіана — 37 083), а середній дохід на одну сім'ю — 56 804 долари (медіана — 48 459). Медіана доходів становила 32 188 доларів для чоловіків та 29 435 доларів для жінок. За межею бідності перебувало 17,4 % осіб, у тому числі 22,2 % дітей у віці до 18 років та 15,2 % осіб у віці 65 років та старших.
Цивільне працевлаштоване населення становило 1165 осіб. Основні галузі зайнятості: освіта, охорона здоров'я та соціальна допомога — 24,3 %, роздрібна торгівля — 17,3 %, виробництво — 13,0 %.

## Галерея

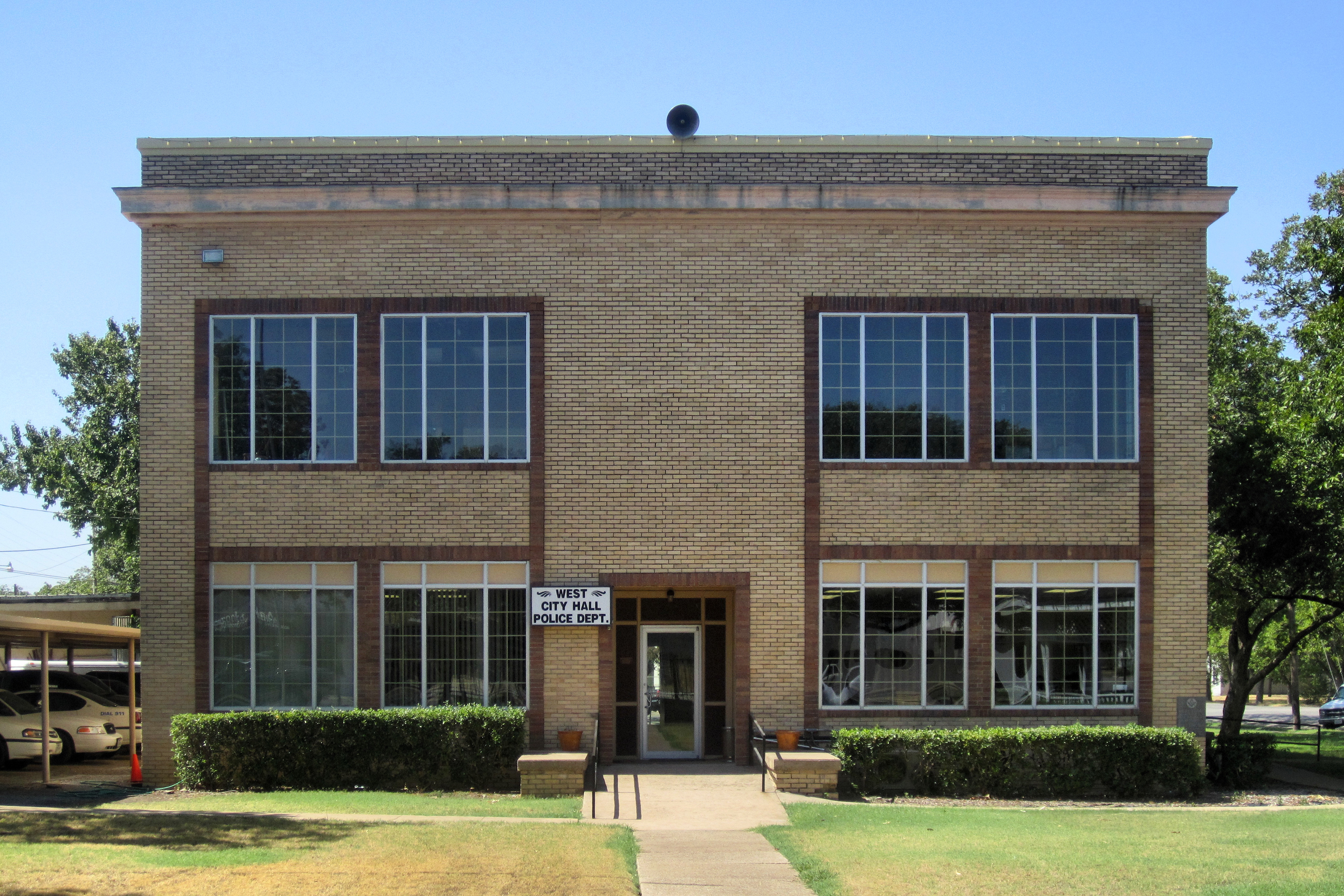
Мерія та поліцейська дільниця
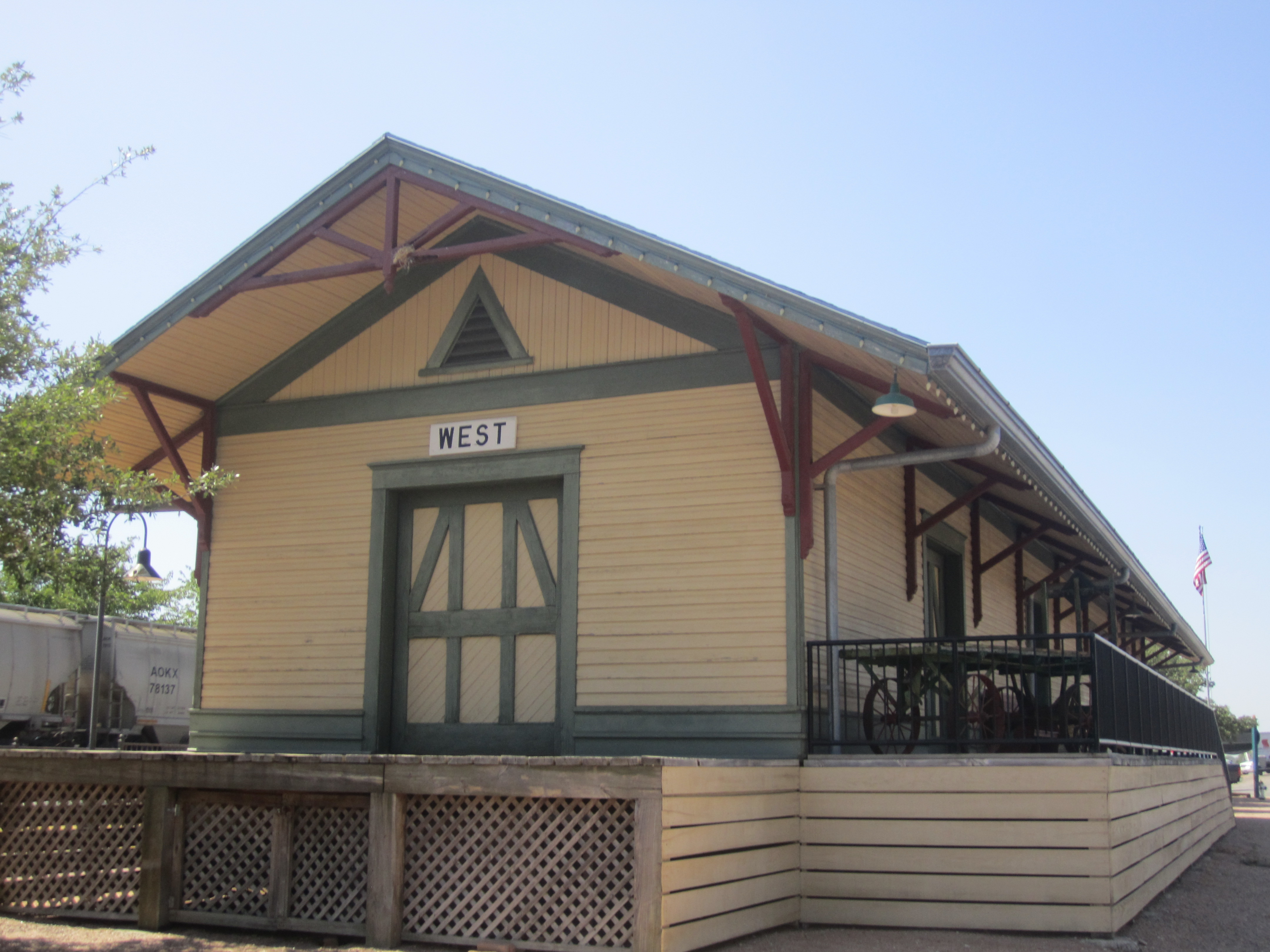
Відновлене залізничне депо
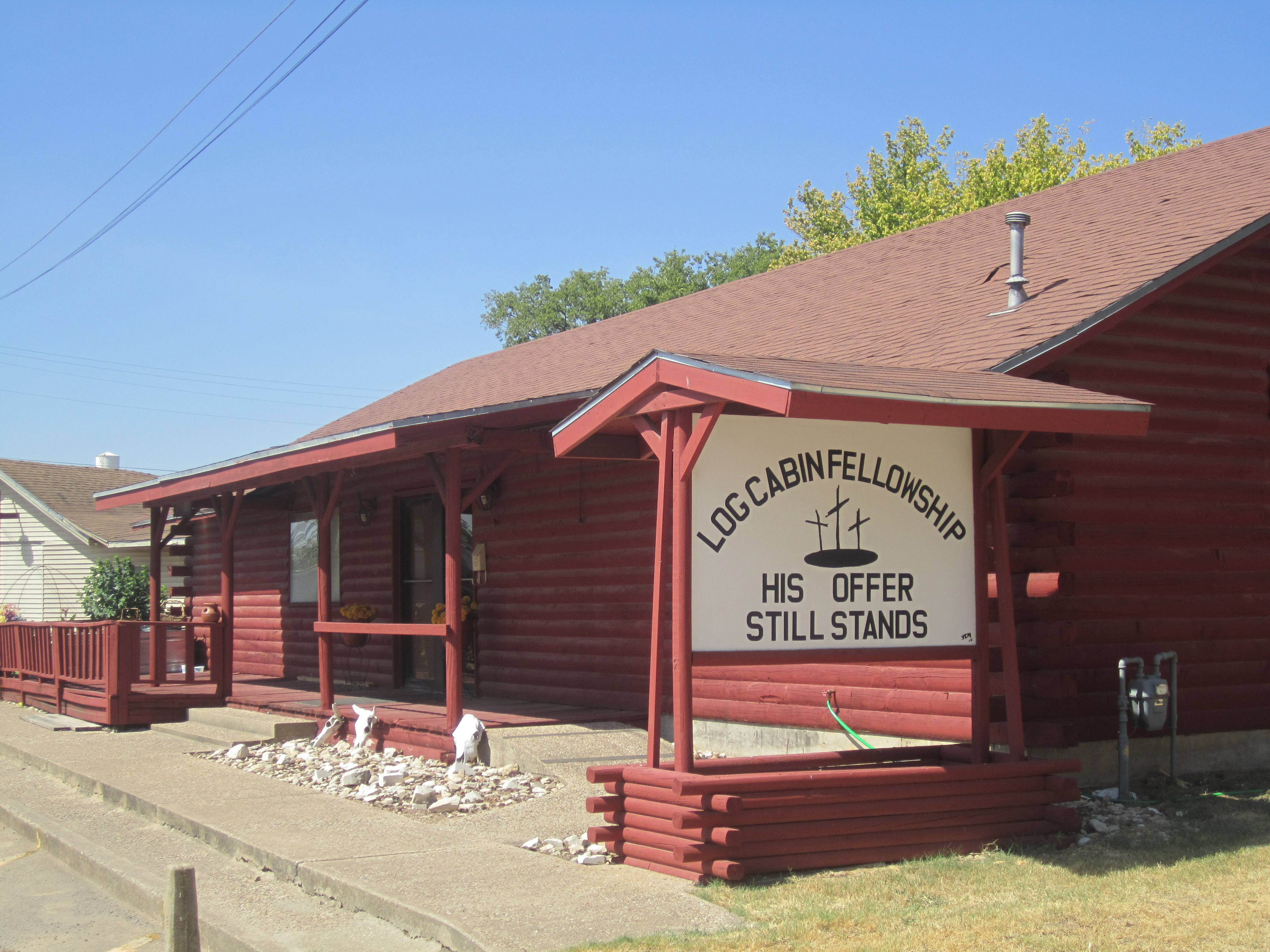
Будівля церкви
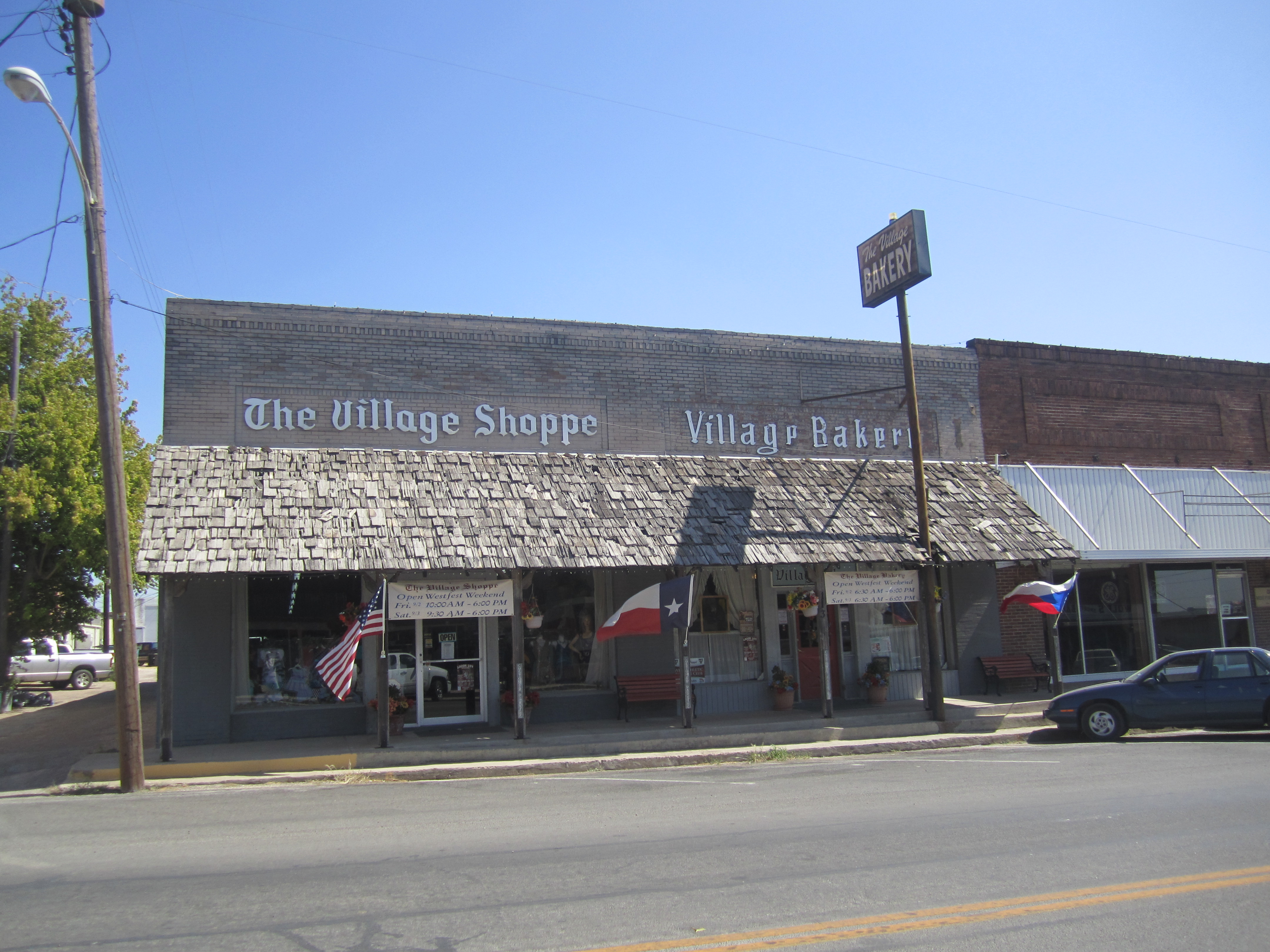
Магазин